# Роллербол (фільм, 2002)
«Роллербол» (англ. Rollerball) — американський науково-фантастичний бойовик 2002 року, римейк однойменного фільму 1975 року, знятого на основі книги «Убивство ролерів» Вільяма Гаррісона. Оновлений зірковий склад включає таких зірок як Кріс Кляйн, Жан Рено, Ребекка Ромейн і Невін Ендрюс. Режисер — Джон МакТірнан. Фільм-римейк має набагато більш приглушений соціальний і політичний підтекст. На відміну від першого фільму сюжет розвивається в теперішній час, а не в далекому похмурому майбутньому.

## Сюжет
2005 рік. Новий спорт, роллербол, набуває все більшої популярності у Центральній Азії, Росії, Китаї, Монголії та Туреччині.
Маркус Рідлі (LL Cool J) запрошує НХЛ надію Джонатана Кроса (Кріс Кляйн) приєднатися до нього, щоб грати за Замбельських вершників Республіки Казахстан. Високооплачувані Маркус і Йонатан об'єдналися з низькооплачуваними місцевими жителями, які часто бувають сильно поранені в грі.
Незабаром Кросс починає розуміти, що глядачам потрібно все більше і більше крові, і їх господар, засновник Роллербол, колишній співробітник КДБ Олексій Петрович, не зупиниться ні перед чим, щоб дати масі те, що вона хоче. Рідлі, Крос і їхня сексапільна напарниця Аврора вирішують зупинити Олексія Петровича.
Після аварії Джонатан і Рідлі вирішили, що їм потрібно бігти з країни, щоб врятувати свої життя. Після спроби втечі Олексій намагається спланувати публічну страту Джонатана, видаливши всі правила для майбутнього матчу роллерболу. Проте Джонатан, за допомогою своїх товаришів по команді, починає революцію, в результаті чого шанувальникам доведеться побачили спорт таким, яким він є насправді.

## Саундтрек
1. «Boom» — P.O.D.
2. «Told You So» — Drowning Pool
3. «Ride» — Beautiful Creatures
4. «Millionaire» — Rappagariya
5. «I Am Hated» — Slipknot
6. «Body Go» — Hardknox
7. «Feel So Numb» — Rob Zombie
8. «Keep Away» — Godsmack
9. «Insane in the Brain» — Sen Dog
10. «Flashpoint» — Fear Factory
11. «When I Come Around» — Green Day
12. «Crawling in the Dark» — Hoobastank
13. «Time to Play» — Pillar
14. «Never Gonna Stop (The Red Red Kroovy)» — Rob Zombie